# Blattfleckenkrankheit bei Mais
Blattfleckenkrankheit ist eine durch Pilze der Ordnung Pleosporales  wie Bipolaris zeicola, Bipolaris maydis und Exserohilum turcicum verursachte Pflanzenkrankheit, die an Mais auftritt.

## Schaden

### Schadbilder
- Bipolaris zeicola (Syn.: Helminthosporium carbonum): Ovale, 2 bis 25 mm lange Flecken; zunächst papierartig mit rötlichem Hof und oft konzentrischen Zonen, später braun bis russfarbig.

- Exserohilum turcicum (Syn.:Helminthosporium turcicum): Unregelmäßig langovale 0,5 bis 10 cm lange Flecken; zunächst wässrig graugrün, später graubraun mit schmaler dunkelbrauner Umrandung. Inneres teils schwärzlich.

- Bipolaris maydis (Syn.: Helminthosporium maydis): Elliptische, 2 bis 25 mm lange Flecken; zunächst gelbbraun, später graubraun mit schmaler rotbrauner Umrandung. Auf welkenden Keimpflanzen nekrotische Streifen. Durch vielfältige Rassenbildung sind Befallsstärke und Symptomausprägung nach Sorten sehr verschieden. Kleine Flecken sind kaum zu unterscheiden und können auch mit Phyllosticta oder Kabatiella verwechselt werden.

### Bedeutung
Die Pilze sind verbreitet und können zu Verlust an Assimilationsfläche führen. Helminthosporiosen traten zwar bisher nur sporadisch auf Inzuchtlinien wirtschaftlich schädigend auf, doch scheint H. carbonum an Bedeutung zu gewinnen.

## Biologie
Wirtspflanze: Mais

### Lebenszyklus
Die Pilze können mit dem Saatgut eingeschleppt werden, überwintern jedoch mit Myzel und Sporen auch auf Strohrückständen. Im Frühjahr gelangen die Sporen meist zuerst mit Regenspritzern auf untere Blätter. Ausgehend von diesen ersten Flecken, erfolgen windbürtige Infektionen durch Konidiosporen.

### Ökologie
Ein verstärktes Auftreten wird begünstigt durch anhaltend schwüle Gewitterperioden sowie durch starken Rostbefall, der Doppelinfektionen ermöglicht. Die Existenz verschiedener Rassen erschwert Prognosen.

## Bekämpfung
- Indirekt: Fruchtwechsel und Unterpflügen der Ernterückstände können einen Frühbefall vermindern. Der Sortenwahl muss vermehrte Beachtung geschenkt werden.
- Direkt: Die Saatgutbeizung bringt nur Teilerfolge.